# شهر فیروزه
شهر فیروزه گونه‌ای از نام‌هایی است که به شکل ویژه بر شهر نیشابور گفته می‌شود. این نام ابتدا از زمانی که معدن سنگ فیروزه در نیشابور- در سده سوم میلادی-شروع به کار کرد، در بین بازرگانان جاده ابریشم کاربرد داشته‌است.